# Nivalität

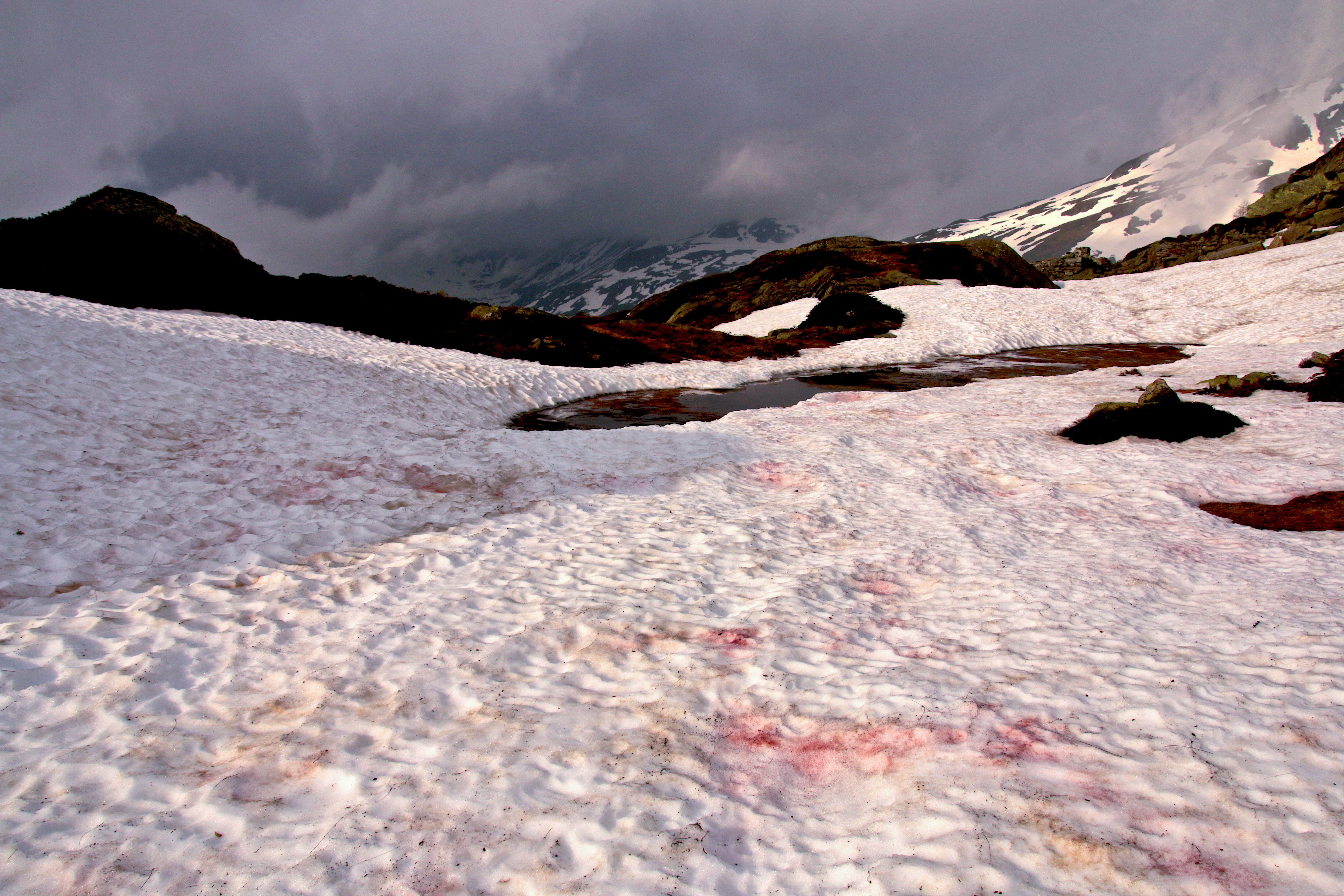
„Blutschnee“ am Simplonpass: Nivale Algen, die auf Schnee leben

Als nival (von lat. nix, Gen. nivis ‚Schnee‘, Adj. nivalis ‚beschneit‘) werden Gegebenheiten bezeichnet, die durch Schnee verursacht werden oder mit Schnee in Zusammenhang stehen. Das zugehörige Substantiv ist Nivalität.
Gebiete, in denen der Niederschlag überwiegend oder ganz als Schnee fällt und liegenbleibt – etwa Polarregionen und die Gipfelregionen vieler Hochgebirge – sind nivale Gebiete, in denen ein nivales Klima herrscht. Im Gebirge wird diese Höhenstufe als Nivalstufe bezeichnet. Sie beginnt an der klimatischen Schneegrenze, die beispielsweise auf Spitzbergen bei 600 m Meereshöhe, in den Alpen bei rund 3000 m, im Karakorum bei 5500 m und im Himalaya bei bis zu 6000 m liegt.
Nivale Pflanzen und Tiere bzw. Nivalflora und Nivalfauna nennt man diejenigen Populationen und Arten, die ständig inmitten von Schnee und Dauereis leben. Zur Nivalfauna gehört beispielsweise der Gletscherfloh, zur Nivalflora gehören z. B. einige Algenarten. Das Subnivium ist der Lebensraum innerhalb des Schnees, also zwischen Schneedecke und Untergrund. Eine saisonale Schneedecke kann auch für nicht-nivale Tiere ein wichtiges winterliches Refugium darstellen.
Wenn das Abflussregime eines Flusses überwiegend durch den Schneefall und die Schneeschmelze bestimmt wird, wird von einem nivalen Abflussregime gesprochen.
Ein verwandter Begriff ist Kryal, der für den Lebensraum Schnee und Gletscher verwendet wird.